# Carl Wilson (álbum)
Carl Wilson es el álbum homónimo debut de Carl Wilson, miembro fundador de The Beach Boys.

## Historia
El más joven de los tres hermanos Wilson de la banda, Carl Wilson en este momento estaba descontento con el progreso creativo realizado por The Beach Boys en esa época. Así que Carl, al igual que su hermano Dennis unos años antes, firmó un contrato con Caribou Records (bajo la distribución de CBS de James William Guercio), que cuatro años antes sacó el álbum Pacific Ocean Blue de Dennis, y también era el sello de The Beach Boys de ese momento. El álbum fue lanzado el 27 de marzo de 1981 y alcanzó el número 185 en Billboard 200. De los ocho temas del álbum, siete de ellos fueron escritos por Carl Wilson y Myrna Smith, que era la esposa del entonces gerente de Carl, Jerry Schilling, la canción "Heaven" fue escrita por Carl, Myrna y Michael Sun.

## Lista de canciones
Todas escritas por Carl Wilson y Myrna Smith excepto donde se indica.
- Lado A

1. "Hold Me" – 4:03
2. "Bright Lights" – 3:47
3. "What You Gonna Do About Me?" – 4:25
4. "The Right Lane" – 5:13

- Lado B

1. "Hurry Love" – 4:44
2. "Heaven" (Carl Wilson, Myrna Smith y Michael Sun) – 4:23
3. "The Grammy" – 3:04
4. "Seems So Long Ago" – 4:56

## Créditos
- Carl Wilson – voz, guitarra, teclados
- Myrna Smith – voz
- John Daly – guitarra
- Gerald Johnson – bajo
- James Stroud – batería, percusión
- Randy McCormick – teclados
- Joel Peskin – saxofón
- Alan Krigger – pandereta